# Ross Thompson
Ross Thompson es un guitarrista vocal de la banda alemana de A capela Van Canto. Fue uno de los fundadores de la banda en 2006.

## Biografía
En 2001 y con 31 años, Ross empezó con su carrera profesional musical, fichando por la banda Deadly Sin en 2001. Permaneció seis años en la banda, produciendo un total de una demo y un álbum de estudio. Posteriormente en 2006, Ross fundó Van Canto junto a otros miembros, banda en la que se encuentra hasta la fecha, habiendo creado un total de cinco álbumes de estudio y un recopilatorio. Alternando ambas bandas, Ross optó por dejar la primera, Deadly Sin, en 2007.
También ha sido invitado en varios discos de artistas y bandas como Tarja Turunen, Grave Digger, Galloglass y Elmsfire.

## Bandas[1]
- Deadly Sin (2001-2007)
- Van Canto (2006-presente)

## Discografía[1][3]

### Deadly Sin

#### Demos
- 2001: Lost Horizon - vocalista

#### Álbumes
- 2003: Sunborn

### Van Canto

#### Álbumes
- 2006: A Storm to Come – vocalista
- 2008: Hero – vocalista
- 2010: Tribe of Force – vocalista
- 2011: Break the Silence – vocalista
- 2014: Dawn of the Brave - vocalista
- 2016: Voices of Fire - vocalista
- 2018: Trust in Rust - vocalista

#### Recopilatorios
- 2011: Metal A cappella – vocalista

### Aportaciones a otras bandas
- 2005: Galloglass: Heavenseeker - Coro
- 2010: Elmsfire: Thieves of the Sun - Coro
- 2010: Tarja Turunen: What Lies Beneath - Vocalista
- 2011: Grave Digger: The Ballad of Mary - Coro
- 2012: Grave Digger: Home at Last - Coro
- 2012: Grave Digger: Clash of the Gods - Coro
- 2013: Heavatar: Opus I - All My Kingdoms - Coro
- 2017: Daedric Tales: The Divine Menace - Coro
- 2017: Xandria: Theater of Dimensions - Coro